# Izbruh vulkana Cumbre Vieja leta 2021
Izbruh vulkana Cumbre Vieja, ki je obsegal južno polovico španskega otoka La Palma na Kanarskih otokih, je potekal med 19. septembrom in 13. decembrom 2021. To je bil prvi vulkanski izbruh na otoku po izbruhu Teneguíe leta 1971. S 85 dnevi je to najdaljši znani in najbolj škodljiv vulkanski izbruh na La Palmi, odkar obstajajo zapisi. Skupna škoda, ki jo je povzročil vulkan, znaša do 843 milijonov evrov.
Tok lave je zajel več kot 1000 hektarjev, zaradi česar so morali evakuirati približno 7000 ljudi. Tok lave je bil na najširši točki širok približno 3,5 kilometra, dolg približno 6,2 kilometra in je dosegel morje, pri čemer je uničil več kot 3000 stavb, presekal obalno cesto in oblikoval nov polotok. Mesto Todoque, vključno z njegovo najbolj vzhodno sosesko Los Campitos, je popolnoma uničila lava, ki je dosegla tudi La Laguno (mesto v občini Los Llanos de Aridane). Ena smrt je bila povezana z vulkanom, vendar vzrok še ni bil ugotovljen.

## Prejšnji izbruhi
Območje Cabeza de Vaca je severozahodno od dveh eruptivnih središč iz leta 1949, San Juan in Duraznero. Med izbruhom leta 1949 so imeli premiki prelomov tudi komponente proti zahodu s premikanjem navzdol po bokih vulkana.
Zadnji izbruh v Španiji, tudi na La Palmi, je bil izbruh Teneguíe leta 1971, ki je s svojimi hlapi zadušil bližnjega fotografa. Izbruh je povzročil tudi nekaj materialne škode na cestah, posevkih in domovih. Zadnji kakršen koli izbruh na Kanarskih otokih je bil v letih 2011–2012 izbruh na otoku El Hierro, podmorskega vulkana.

## Potresni roj pred izbruhom
Potresni roj se je začel pod Cumbre Viejo 11. septembra 2021. Počasi se je preselil na površje, s potresi do okoli mbLg magnitude 3,5; več kot 22.000 potresov je bilo zabeleženih v enem tednu. Rumeno opozorilo pred morebitno vulkansko aktivnostjo je bilo izdano 13. septembra in je zajelo 35.000 ljudi v občinah Los Llanos de Aridane, Fuencaliente, El Paso in Villa de Mazo. Oblasti so zaradi tega opozorila evakuirale vsaj 40 posameznikov in nekaj živine na La Palmi, čeprav ni bila razglašena popolna evakuacija okolice vulkana.

## Izbruh
Izbruh se je začel ob 14:13 po lokalnem času (14:13 UTC) 19. septembra 2021 v gozdnatem območju, imenovanem "Cabeza de Vaca", v Montaña Rajada, v delu Las Manchas občina El Paso.
Kmalu po izbruhu je bilo evakuiranih okoli 300 ljudi iz lokalnega območja, nato pa je bilo iz obalne regije Los Llanos de Aridane evakuiranih nadaljnjih 700 ljudi (vključno s 500 turisti), če bi lava stekla v morje in prekinila glavne dostopne ceste. Skupno število evakuiranih je zdaj ocenjeno na 5000 do 10.000. Stopnja alarma je bila zaradi izbruha dvignjena na najvišjo stopnjo - rdečo.
Izbruh je potekal iz vsaj petih glavnih odprtin.
Četrti dan je po podatkih Vulkanološkega inštituta Kanarskih otokov vulkan prešel v bolj eksplozivno fazo, izločanje manj vulkanskega plina.
V prvih dveh mesecih je bila izbruhu dodeljena ocena indeksa vulkanske eksplozivnosti (VEI) VEI 2 (na lestvici 8). 20. novembra 2021 je znanstveni odbor načrta za izredne razmere v vulkanskih nesrečah Kanarskih otokov (Pevolca) zvišal oceno z VEI 2 na VEI 3. Čeprav se pri sodobnih izbruhih, kjer jo je mogoče izmeriti, višina izbruhanega stebra pogosto obravnava kot natančnejše merilo, v tem primeru je sprememba temeljila zgolj na meritvi 10 milijonov kubičnih metrov izvrženega materiala. Ocena VEI je bila povečana kljub nobeni spremembi eruptivnega mehanizma ali eksplozivnosti.

## Tokovi lave in potresi

### September
19. septembra popoldne je odbor za nujne primere Splošne bolnišnice La Palma prekinil vse nenujne operacije, ambulantna posvetovanja in obiske pacientov, z izjemo v slednjem primeru, kot preventivni ukrep, da bi zagotovil zmožnost bolnišnice, da sodeluje v če je bilo to potrebno zaradi izbruha. Bolnišnica je naslednji dan ponovno začela normalno delovati.
20. septembra zjutraj je kanarsko ministrstvo za šolstvo odredilo prekinitev vseh poukov v šolah bližnjih občin El Paso, Los Llanos de Aridane in Tazacorte. Istega jutra so prekinili direktne lete na otok La Gomera, a so jih čez nekaj ur obnovili. Dan prej je javno podjetje, zadolženo za civilno zračno plovbo in civilna letališča v Španiji ENAIRE, skupaj z Eurocontrolom sprožilo postopek ukrepanja zaradi vulkanskega pepela, vendar je javnosti zagotovilo, da letalski promet nad Kanarskimi otoki ni prizadet.
Po podatkih lokalnih oblasti je 20. septembra tok uničil okoli dvesto hiš. O žrtvah ni bilo poročil in leti so se nadaljevali proti otokom.
21. septembra zgodaj popoldne je lava dosegla sosesko Todoque v občini Los Llanos de Aridane s 1200 prebivalci. Konec tistega dne je bilo uničenih 185 stavb, požganih je bilo 400 hektarjev obdelovalne zemlje, evakuiranih pa je bilo 5500 ljudi. Med prizadetimi je bila tudi javna šola Los Campitos v Los Llanos de Aridane, ki je bila uničena v ponedeljek, 20. septembra.
24. septembra se je eruptivna dejavnost okrepila, pepel in vulkanski material pa sta padala na večje razdalje, zaradi česar so se gasilci morali umakniti iz soseske Todoque. Ob strani glavnega stožca sta se odprli dve novi odprtini, iz katerih se je izlivala lava. Oblasti so razširile izključeno območje in popoldne odredile evakuacijo sosesk Tajuya, Tacande de Abajo in Tacande de Arriba. Več civilnih letalskih prevoznikov je prekinilo lete na otok zaradi oblaka pepela.
25. septembra je Aena, upravljavec letališča La Palma, prekinil vse lete zaradi kopičenja pepela in izvaja čiščenje. Istega dne se je zrušil del glavnega stožca vulkana in zahodno od glavnega stožca se je odprla nova emisijska odprtina (ali morda prejšnja, ki se je ponovno odprla). Nov tok lave je sledil prejšnji poti, čeprav se je območje rahlo razširilo.
26. septembra so prej ustavljeni tokovi lave ponovno začeli napredovati proti obali, uničili cerkev sv. Pija X. v soseski Todoque in napredovali proti morju s hitrostjo 100 do 200 metrov na uro, večinoma ob vrh starejšega toka. Medtem se je zdelo, da je vulkan vstopil v bolj stabilizirano obdobje po prejšnjih dneh bolj eksplozivnih izbruhov z rahlim upadom seizmične aktivnosti, ki je potekala na večjih globinah kot prej, poroča IGN.
28. septembra, okoli 23:02 po lokalnem času (22:02 UTC), je tok lave dosegel morje na plaži Los Guirres, imenovani tudi Nova plaža, v občini Tazacorte. Segrevanje morske vode na visoko temperaturo lahko povzroči kisli dež in onesnaženje zraka, ki vsebuje emisije žveplove, klorovodikove in fluorovodikove kisline v zrak. Sledi izpustov žveplovega dioksida iz vulkana so zaznali v zgornji stratosferi daleč na severu do Skandinavije, vendar naj bi bili dejanski vplivi izpustov SO2 na vreme in kakovost zraka doslej globalno zanemarljivi, predvsem zaradi izpuščenih količin in njihovo nadmorsko višino. Prej tistega dne je španska vlada otok La Palma uvrstila med območje katastrofe zaradi nenehno naraščajoče lastninske in gospodarske škode, ki jo je povzročil izbruh, kar bo sprožilo nujne subvencije in druge podporne ukrepe.
Tok lave v morje je ustvaril novo delto lave ali fajano. Od 30. septembra 2021 je bilo to veliko 20 hektarjev in je še naprej rastla. Do 2. oktobra je znašal 27,7 hektarja. Španska vlada JE zahtevala novo zemljo.

### Oktober
1. oktobra se je odprla nova odprtina, tretja poleg glavnega kraterja. To je sprožilo dva toka lave, ki sta presekala pomembno avtocesto LP2 in ogrozila večji del naseljenega območja Los Llanos de Aridane.  Skupna količina lave, izpuščene od začetka izbruha, je bila do zdaj ocenjena na najmanj 80 milijonov kubičnih metrov.
4. oktobra se je zrušil glavni stožec vulkana, kar je povečalo tok lave.
7. oktobra ob 12.17 po lokalnem času so na otoku v globini 35 km zaznali potres z magnitudo 4,3 mbLg. To je bil najmočnejši potres od začetka izbruha. Do konca dneva je lava prekrila 422 hektarjev zemlje, delta lave pa je zrasla na površino 38 hektarjev.
Do 8. oktobra je po podatkih službe za obvladovanje izrednih razmer Copernicus tok lave prizadel 497 hektarjev zemlje in uničenih je bilo več kot 1100 stavb.
9. oktobra se je zrušil del severne stene vulkana, zaradi česar se je lava v kraterju razlila. Nastali so trije novi potoki lave.
10. oktobra so se veliki kosi razbeljene lave v velikosti trinadstropnih stavb skotalili navzdol; eden od novih tokov lave je dosegel Callejón de la Gata, industrijsko območje Los Llanos de Aridane, in uničil tisto, kar je ostalo od mesta Todoque.
11. oktobra se je severna stran vulkanskega kraterja zrušila in ustvarila nov tok lave, ki je ogrozil drugo mestno četrt, imenovano La Laguna.
Do 12. oktobra je tok lave zajel več kot 595 hektarjev. Požar v tovarni cementa in nevarnost, da bi lava prizadela več tovarn in skladišč v industrijskem območju, sta povzročila zaprtje 3500 ljudi v El Pasu in Los Llanos de Aridane, pri čemer je severni tok lave približno 300 metrov od morja. Na globini 11 kilometrov se je zgodil tudi potres z magnitudo 4,1.
13. oktobra so na celotnem otoku čutili najmočnejši potres od začetka potresne nevihte z magnitudo 4,4 v globini 36 km.
Severni tok lave je 14. oktobra vstopil v La Laguno in uničil nogometno igrišče in supermarket ter druge stavbe. Do 15. oktobra so nadaljnje evakuacije regij, ki bi jih lahko prizadel tok lave, pomenile, da je bilo skoraj 7000 ljudi razseljenih, tok lave pa je zajel več kot 670 hektarjev.
Potres z magnitudo 4,6 se je zgodil 16. oktobra ob 4.41 zjutraj, skupaj s potresom z magnitudo 4,5 ob 6.07 zjutraj, oba na globini 37 km pod Mazo.
17. oktobra se je napredovanje tokov lave upočasnilo. Obstajali so načrti za rešitev petih psov, ki so bili ujeti v rezervoarju za vodo med tokovi lave, čeprav je bilo potrjeno, da je eden od njih umrl. Reševanje je vključevalo specializirano podjetje in uporabo brezpilotnih letal, ki običajno prevažajo tovor na ladje v Gibraltarju. Do večera so se tokovi lave znova aktivirali in pričakovati je bilo, da bo morje kmalu dosegel še drugi. Pod Mazom se je zgodil še en potres z magnitudo 4,6. Medtem se je 4500 otrok prvič v 30 dneh znova vrnilo v šolo, kljub vulkanskemu izbruhu in COVIDu-19, učenci iz Los Campitosa in Todoqueja pa so bili preseljeni v stavbo v Los Llanosu. Tokovi lave so vplivali tudi na industrijske strukture, kot so cementarne, kar je prav tako povzročilo plinske oblake in eksplozije ter vplivalo na lete na letališču Tenerife North–Ciudad de La Laguna.
Do 19. oktobra, en mesec po začetku izbruha, je lava prekrila 762 hektarjev zemlje, od tega skoraj 30 % nasadov banan, 1086 zemljišč, 1692 stavb in 56,4 kilometra cest.
24. oktobra se je pod Mazom ob 16.34 zgodil potres z magnitudo 4,9. Celoten obseg tokov lave je do zdaj pokrival površino najmanj sedem kvadratnih kilometrov.
25. oktobra se je intenzivnost zemeljskih tresljajev povečala in dosedanji tokovi lave so uničili več kot 2000 stavb.
26. oktobra so potres z magnitudo 4,8 pod Mazom čutili tudi na Tenerifu, La Gomeri in El Hierru. Delno se je zrušil tudi zgornji glavni del vulkana, pri čemer je nastal tok lave, ki je sledil prejšnjim tokovom v morje.
Do 26. oktobra 2021 je lava, ki je pritekla iz vulkana (26. oktobra ocenjena na 215 milijonov kubičnih metrov), uničila ali prizadela več kot 2100 stavb, več kot 66 kilometrov cest in pokrila območje več kot 900 hektarjev, pri čemer je vulkanski pepel pokril več kot 5500 hektarjev v mejah opazovanega območja, glede na ocene vizualnih in radarskih satelitskih podatkov Copernicus EMS.
27. oktobra je vulkan izpustil najmanj 50.000 ton žveplovega dioksida. Zaradi tega so oblasti svetovale javnosti, naj zaprejo okna svojih domov in ostanejo v zaprtih prostorih.
28. oktobra je bilo v La Palmi čutiti vsaj 8 potresov z magnitudo 4.
29. oktobra so tokovi lave zajeli skupno okoli 900 hektarjev in iz okolice so evakuirali skupno 7000 ljudi.
30. oktobra se je zgodil potres z magnitudo 5, spet pod Mazo. Območje, ki ga pokrivajo tokovi lave, se je povečalo na okoli 963 hektarjev.
31. oktobra se je zgodil drugi potres z magnitudo 5 in poročali so, da se pričakuje še več. Območje, ki ga pokrivajo tokovi lave, se je povečalo na najmanj 1000 hektarjev. Poročali so tudi, da so bili vsi hoteli, hostli, penzioni itd. na La Palmi popolnoma zasedeni zaradi velikega števila turistov, ki so tja potovali in si želeli ogledati vulkan.

### November
10. novembra je drugi tok lave dosegel morje.
15. novembra je tretji tok lave dosegel morje in povečal površino otoka za nadaljnjih 40 hektarjev. Vulkanska aktivnost se je zmanjšala, čeprav je bila lokalna kakovost zraka še vedno resna.
20. novembra je bil indeks vulkanske eksplozivnosti (VEI) nadgrajen z VEI 2 na VEI 3, ko je izvrženi piroklastični material dosegel 10 milijonov m³. Izrecno je bilo poudarjeno, da nadgradnja ne pomeni povečanega tveganja, saj se aktivnost vulkanskega izbruha ni povečala.
25. novembra se je južno od prvotnega stožca odprla nova razpoka, ki je bruhala lavo, ki je bila manj viskozna in je tekla hitreje.
28. novembra ob 03:00 po lokalnem času (02:00 UTC) se je ob vznožju severovzhodnega boka glavnega stožca odprla nova razpoka, ki je bruhala lavo in piroklastični pepel.

### December
12. decembra je vulkanski izbruh podrl lokalni rekord, ko je dosegel 85 dni neprekinjenega delovanja. Izbruh velja za najdaljši znani izbruh vulkana na La Palmi. Pred tem je bil najdaljši izbruh vulkana Tajuya leta 1585 in sicer 84 dni. Zanesljivih podatkov o prejšnjih vulkanskih izbruhih ni na voljo.
13. decembra je vulkan sprostil velike količine strupenega žveplovega dioksida. Zaradi tega so oblasti 30.000 prebivalcem treh občin odredile, naj ostanejo v zaprtih prostorih. Istega dne je vulkanski izbruh prenehal.
25. decembra je bilo razglašeno, da se je izbruh po treh mesecih končal.

## Politične reakcije
Španski premier Pedro Sánchez je kmalu po izbruhu odšel na otočje, da bi si iz prve roke ogledal razmere na La Palmi, koordinacijo sistema in aktivirane protokole, ter preložil potovanje v New York, da bi se udeležil 76. zasedanja Generalna skupščina Združenih narodov.
Kralj Filip VI. Španski je popoldne po izbruhu poklical predsednika Kanarskih otokov Ángela Víctorja Torresa, da bi se pozanimal o razmerah. Naslednji dan med otvoritveno slovesnostjo univerzitetnega leta v Córdobi je kralj poslal sporočilo podpore »tistim, ki trpijo zaradi evakuacije svojih domov« in se zahvalil službam za nujno pomoč za njihovo delo. Nekaj dni kasneje je v spremstvu kraljice Letizie odpotoval na otok.
Evropska unija je 19. septembra na zahtevo španskega generalnega direktorata za civilno zaščito in izredne razmere (CENEM) aktivirala službo Copernicus Emergency Management Service – Mapping za spremljanje izbruha, predsednica Evropske komisije Ursula von der Leyen pa je napovedala preko Twitterja, da bo »dodatna podpora, če bo potrebna, na voljo španski vladi«.
20. septembra je minister za industrijo, trgovino in turizem Reyes Maroto izjavil, da bi lahko izbruh na La Palmi uporabili kot turistično atrakcijo za privabljanje obiskovalcev. Njeni komentarji so povzročili številne kritike, saj so tokovi lave začeli uničevati domove, javne zgradbe in podjetja. Kasneje je zaradi naraščajočih kritik, tudi s strani opozicijskih politikov, Reyes Maroto preklicala svoje besede.
Škof Tenerifa Bernardo Álvarez Afonso je 22. septembra daroval mašo v svetišču Nuestra Señora de las Nieves v La Palmi, skupaj z duhovniki otoka, da bi molil za konec izbruha. Papež Frančišek je pri angelu Gospodovem v nedeljo, 26. septembra, izrazil svojo »bližino in solidarnost s tistimi, ki jih je prizadel izbruh vulkana na otoku La Palma na Kanarskih otokih«. Cerkev Todoque je nato 26. septembra uničil tok lave.
24. septembra je predsednik vlade Pedro Sánchez napovedal, da bo na naslednjem zasedanju sveta ministrov, 28. septembra, otok razglašen za območje katastrofe, da vlada pripravlja načrt obnove in niz takojšnjih ukrepov za zagotovitev stanovanja za tiste družine, katerih domovi so bili uničeni.